# Marie-Antoinette Rouilly Le Chevallier
Marie-Antoinette Rouilly Le Chevallier, née le 8 mai 1925 à Paris, est une artiste peintre, dessinatrice et graveuse (eau-forte, aquatinte) française, installée à La Celle-Saint-Cloud (Yvelines).

## Biographie
Née en 1925 à Paris, Marie-Antoinette Rouilly Le Chevallier est issue d'une famille d'imprimeurs et d'illustrateurs : son grand-père maternel est l'éditeur et lithographe Félix Hermet (1845-1894) dont l'atelier est situé au 7, passage Dauphine dans le 6e arrondissement de Paris ; on doit à sa mère, Madeleine Hermet dite Mad Hermet (1886-1987), après qu'elle a monté un atelier de frises pour chambres d'enfants avec son frère Charles-Edmond (1882-1959) - qui sera ensuite connu comme illustrateur sous le pseudonyme de Harry Eliott - des livres pour la jeunesse parus chez Hachette (La petite fille de Thann, Le ballon "Le Lorrain", Toto est chez le coiffeur, Riquet et Bolichar…), puis des illustrations pour le magazine La Semaine de Suzette,.
Marie Antoinette est successivement élève de l'École nationale supérieure des arts décoratifs de Paris et de l'Académie André Lhote avant d'aborder la gravure par une formation dans les ateliers d'Henri Goetz, Alain Delpech et Johnny Friedlaender, tous trois « chantres de l'abstraction ».
Elle est membre du groupe Graver maintenant (groupe Corot) en même temps qu'Hélène Laffly, Marie-Marguerite Petetin et Claude Raimbourg.

## Contributions bibliophiliques
- Joseph Peyré, Le Pré aux ours, illustrations de Marie-Antoinette Rouilly Le Chevallier, Casterman, 1965.

## Expositions

### Expositions personnelles
- Hôtel de ville de La Celle-Saint-Cloud, septembre-octobre 2010
- Marie-Antoinette Rouilly Le Chevallier - Gravures, dessins, Fondation Taylor, Paris, juillet 2015.

### Expositions collectives
- Salon d'automne, Paris, sociétaire en 1970[8], son nom apparaît encore dans le catalogue du salon de 2012.
- Salon des réalités nouvelles, Paris, 1978[9].
- De Bonnard à Baselitz - Dix ans d'enrichissements du cabinet des estampes, Bibliothèque nationale de France, Paris, 1992[2].
- ABC… XY.Z, atelier Grognard, Rueil-Malmaison, octobre 2003[10].
- Vous avez dit… estampe ?, centre Théodore-Monod, Guyancourt, avril-mai 2010[11].
- Estampe vivante (groupe "Graver maintenant"), M.J.C. - Maison pour tous, Ville-d'Avray, janvier-février 2012.
- Petit GRAND, orangerie du château de Sucy-en-Brie, janvier-février 2012[12].
- Biennale internationale de la gravure, village de la gravure, Sarcelles, novembre-décembre 2013.
- L'estampe contemporaine, unique et multiple, Fondation Taylor, Paris, avril-juin 2014[12].
- Graver maintenant !, hôtel de ville de La Celle-Saint-Cloud, septembre-octobre 2015[13].

## Réception critique
- « Le silence communique souvent plus que le bruit. Je vous conseille d'écouter attentivement celui de Marie-Antoinette Rouilly Le Chevallier. » - Henri Goetz[6]
- « Marie-Antoinette Rouilly Le Chevallier montre des pierres qui datent de l'avant-apparition de la vie et à côté, un œuf qui symbolise la naissance imminente de la vie, comme si nous remontions à l'origine du monde. » - Claude Bouret[6]
- « Graveur-peintre, peintre-graveur, et dans les deux cas totalement et à part entière, Marie-Antoinette Rouilly Le Chevallier, née parisienne, est terriblement attachée aux lumières grises, humides et brumeuses des régions d'Île-de-France. Les mêmes éclats, les mêmes transparences et les mêmes sujets traités en peinture, en gravure et à travers ses dessins, se retrouvent et se complètent. Ici en peinture, la lumière explose comme l'éclat d'une lampe trop forte, là dans ses dessins, la lumière se diffuse comme à ce moment si particulier où pointe l'aube, et encore ici, en gravure, cette même lumière scintille et tout semble à contre-jour… Ce n'est plus l'arbre, le bateau ou la grue que l'on voit mais leurs ombres déformées jusqu'à devenir abstraites. » - Valérie Boyer-Vidal[6]
- « Fruits de la passion de l'artiste pour la gravure, ces œuvres allusives suscitent un puissant intérêt par le mystère qui les habite né d'une réalité recréée au gré du désir de Marie-Antoinette Rouilly Le Chevallier. D'une main patiente, elle dessine ses rêves sur la plaque de cuivre enduite de vernis avec une belle imagination graphique. En des jeux de valeurs parfaitement maîtrisés et d'une grande douceur où se répondent ocres et blancs, le tracé sûr révèle un monde connu et inconnu dans lequel le réel est transposé dans l'épuration d'un dessin expressif. Bateaux-fantômes, arbres personnages, arbre de vie que symbolise une arête de poisson, autant d'invention dans la subtilité d'une lumière omniprésente, jamais écrasante, et en une construction rigoureuse. » - Nicole Lamothe[14]

## Collections publiques
- Musée Eugène-Boudin de Honfleur.
- Artothèque de l'espace Jacques-Prévert, Mers-les-Bains, Le Papillon, eau-forte 30x40cm, l'un des 45 exemplaires.
- Département des estampes et de la photographie de la Bibliothèque nationale de France, Paris, important fonds d'estampes[15] dont :
  - Paysage reflété, eau-forte, l'un des 75 exemplaires, 1984[2].
  - Six eaux-fortes avec l'imprimeur Michel Cornu, 1993-1996[16].
  - Lumière nocturne, eau-forte, 2005[17].
  - L'arbre étrange, eau-forte, 2008[17].
  - Épave 3, eau-forte, 2011[17].
  - Apparition, aquatinte, 2012[17].
- Fonds national d'art contemporain, Puteaux, Mystère, eau-forte 50x65cm, 1977[9].

## Prix et distinctions
- Grand Prix Léon-Georges-Baudry de la Fondation Taylor, 2013[14].